# Article 88-4 de la Constitution de la Cinquième République française
Article 88-3 Article 88-5
L'article 88-4 de la Constitution de la Cinquième République française prévoit les modalités d'information et de participation du Parlement à la politique européenne.

## Texte de l'article
« Le Gouvernement soumet à l'Assemblée nationale et au Sénat, dès leur transmission au Conseil de l'Union européenne , les projets d'actes législatifs européens et les autres projets ou propositions d'actes de l'Union européenne.

Selon des modalités fixées par le règlement de chaque assemblée, des résolutions européennes peuvent être adoptées, le cas échéant en dehors des sessions, sur les projets ou propositions mentionnés au premier alinéa, ainsi que sur tout document émanant d'une institution de l'Union européenne.

Au sein de chaque assemblée parlementaire est instituée une commission chargée des affaires européennes. »
— Article 88-4 de la Constitution

## Analyse
Le troisième alinéa, ajouté par la révision constitutionnelle du 23 juillet 2008, consacre la pratique des deux assemblées du Parlement, qui avaient déjà créé en leur sein des instances spécialisées dans l'étude des affaires européennes. La commission prévue par cet alinéa s'ajoute aux « commissions permanentes » prévues par l'article 43. Elle n'intervient en effet pas dans l'instruction des lois nationales.
Sur la délégation de l'Assemblée nationale pour les Communautés européennes, "ancêtre" de la commission des affaires européennes, voir: la contribution de Daniel HOCHEDEZ, conseiller à l'Assemblée nationale, « La délégation de l'Assemblée nationale pour les Communautés européennes, au cœur du contrôle parlementaire des affaires européennes » dans les actes du colloque sur « L'article 88-4 de la Constitution française : le rôle du Parlement dans l'élaboration de la norme européenne  », tenu le 24 mars 1994 à Toulouse ; Presses de l'Université des sciences sociales de Toulouse ; 1995.